# Сурвајвор Србија: Филипини
Сурвајвор Србија: Филипини је друга сезона српске верзије познатог ријалити ТВ шоуа Сурвајвор, смишљена и емитована на Фокс телевизији.
Друга сезона Сурвајвор Србија је интернационалне природе, снимана на Полуострву Карамоан на Филипинима у току лета 2009. године, са 17 такмичара из Србије; по 2 такмичара из Македоније и Словеније и 1 такмичар из Босне и Херцеговине.
Број такмичара износио је 22 (11 мушкараца и 11 жена) који су се борили за титулу „јединог преживелог“ 53 дана.
Прва емисија емитована је 19. октобра 2009. у Србији, Македонији, Црној Гори и Босни и Херцеговини, а 21. октобра 2009. у Словенији.
Водитељ је Андрија Милошевић, као и у првој сезони.
Осим у Србији, емисија се емитовала и у Босни и Херцеговини (Алтернативна телевизија и НТВ Хајат), Македонији (Сител телевизија), Црној Гори (ПРО ТВ) и у Словенији (ТВ3 Словенија).
Због различитог језика словеначка телевизија ТВ3 синхронизовала је емисију на словеначки и осмислила своју специјалну емисију под називом Улин Сурвајвор, где водитељка Ула Фурлан извештава о Филипинима. Словеначка телевизија такође је избацила реч Србија из назива, тако да се емисија звала само Сурвајвор.
Победник је Александар Крајишник, који је победио преостало двоје финалиста (Теју Лапању и Весну Ђоловић) гласовима 6-3-1, од чега је осам гласова од великог већа, а два од публике која је у финалној ноћи имала прилику да гласа и тиме учествује у избору јединог преживелог такмичара. Један глас публике био је збир гласова само из Србије, а други глас је био глас региона (Босна и Херцеговина, Црна Гора, Словенија и Македонија).
Победник је освојио новчану награду од 100.000 евра.
Осим за победника, публика је имала прилику да током целог трајања серијала гласа и за свог фаворита (тзв. „Фаворит публике"). Публика је највише гласова дала Александру Бошковићу, који је победио испред Николе Ковачевића, Срђана Динчића и Александра Крајишника. Фаворит публике освојио је аутомобил Нисан Навару.

## Такмичари
| Такмичар                                        | Оригинално племе | Прва промена | Друга промена | Уједињено племе | Пласман                                         | Острво Духова                                   | Укупно гласова |
| ----------------------------------------------- | ---------------- | ------------ | ------------- | --------------- | ----------------------------------------------- | ----------------------------------------------- | -------------- |
| Бранка Чуданов 28, Кикинда                      | Га 'данг         |              |               |                 | 2. изгласана 7. дан                             | 1. елиминисана 9. дан                           | 10             |
| Гордана Бергер 38, Београд                      | Манобо           |              |               |                 | 1. изгласана 4. дан                             | 2. елиминисана 12. дан                          | 9              |
| Ана Митрић 23, Београд                          | Га 'данг         |              |               |                 | 3. изгласана 10. дан                            | 3. елиминисана 15. дан                          | 7              |
| Милена Витановић 21, Параћин                    | Га 'данг         |              |               |                 | 4. изгласана 13. дан                            | 4. елиминисана 18. дан                          | 8              |
| Никола Ковачевић Враћен у игру са Острва Духова | Га 'данг         |              |               |                 | 5. изгласан 16. дан                             | Победник Острва Духова 32. дан                  | 6              |
| Бранислава Богдановић 27, Качарево              | Манобо           |              |               |                 | Елиминисана у промени 17. дан                   | 5. елиминисана 18. дан                          | 2              |
| Пеце Котевски 42, Битољ, Македонија             | Га 'данг         | Манобо       |               |                 | 6. изгласан 19. дан                             | 6. елиминисан 21. дан                           | 7              |
| Предраг Вељковић 29, Пекчаница, поред Краљева   | Га 'данг         | Манобо       |               |                 | Одустао 22. дан                                 | 7. елиминисан 24. дан                           | 3              |
| Анита Мажар 23, Кула                            | Га 'данг         | Га 'данг     |               |                 | Одустала због повреде 24. дан                   |                                                 | 1              |
| Александар Бошковић 28, Београд                 | Манобо           | Манобо       |               |                 | 7. изгласан 25. дан                             | 8. елиминисан 27. дан                           | 4              |
| Ана Стојановска 21, Скопље, Македонија          | Манобо           | Манобо       | Манобо        |                 | 8. изгласана 28. дан                            | 9. елиминисана 30. дан                          | 3              |
| Лука Рајачић 21, Београд                        | Га 'данг         | Манобо       | Манобо        |                 | 9. изгласан 31. дан                             | 10. елиминисан 32. дан                          | 6              |
| Немања Вучетић 23, Нови Сад                     | Манобо           | Га 'данг     | Га 'данг      | Дивата          | 10. изгласан 1. члан великог већа 35. дан       |                                                 | 7              |
| Никола Ковачевић 24, Крагујевац                 | Га 'данг         |              |               | Дивата          | 11. изгласан 2. члан великог већа 38. дан       | Победник Острва Духова 32. дан                  | 12             |
| Дина Берић 23, Лединци, поред Новог Сада        | Манобо           | Га 'данг     | Манобо        | Дивата          | 12. изгласана 3. члан великог већа 41. дан      |                                                 | 6              |
| Вишња Банковић 24, Аранђеловац                  | Га 'данг         | Га 'данг     | Га 'данг      | Дивата          | 13. изгласана 4. члан великог већа 44. дан      |                                                 | 14             |
| Клемен Рутар 21, Љубљана, Словенија             | Манобо           | Га 'данг     | Га 'данг      | Дивата          | 14. изгласан 5. члан великог већа 47. дан       | Трагач за тајним имунитетом (Неуспешан) 34. дан | 6              |
| Срђан Динчић 25, Сремска Митровица              | Манобо           | Манобо       | Га 'данг      | Дивата          | 15. изгласан 6. члан великог већа 50. дан       |                                                 | 7              |
| Срђан Динчић 25, Сремска Митровица              | Манобо           | Манобо       | Манобо        | Дивата          | 15. изгласан 6. члан великог већа 50. дан       |                                                 | 7              |
| Његош Арнаутовић 21, Бијељина, Република Српска | Манобо           | Га 'данг     | Га 'данг      | Дивата          | Елиминисан у борби 7. члан великог већа 53. дан | Трагач за тајним имунитетом (Успешан) 40. дан   | 1              |
| Душан Милисављевић 25, Звечан                   | Манобо           | Манобо       | Манобо        | Дивата          | Елиминисан у борби 8. члан великог већа 53. дан | Трагач за тајним имунитетом (Неуспешан) 37. дан | 2              |
| Весна Ђоловић 38, Београд                       | Манобо           | Манобо       | Манобо        | Дивата          | Треће место                                     | Трагач за тајним имунитетом (Неуспешна) 46. дан | 8              |
| Теја Лапања 30, Шкофја Лока, Словенија          | Га 'данг         | Га 'данг     | Га 'данг      | Дивата          | Друго место                                     | Трагач за тајним имунитетом (Неуспешна) 49. дан | 1              |
| Александар Крајишник 19, Мајур, поред Шапца     | Га 'данг         | Га 'данг     | Га 'данг      | Дивата          | Једини преживели                                | Трагач за тајним имунитетом (Неуспешан) 43. дан | 0              |

Укупно гласова - број гласова које су такмичари зарадили током племенских савета, чиме су изгласани из такмичења. Ово не укључује гласове са последњег племенског савета, на коме су гласови за победника.

## Игра
Кругови у овом делу представљају период од три дана (осим уколико није другачије назначено) сачињен од борби за награде, имунитет и специјалних борби, а завршава се племенским саветом.
| Круг бр. | Датум емитовања              | Борбе                                      | Борбе                 | Борбе                   | Елиминисан(а) | Гласови     | Пласман                                         | Острво Духова | Острво Духова | Острво Духова | Острво Духова          | Острво Духова               |
| Круг бр. | Датум емитовања              | Награда                                    | Имунитет              | Специјалне борбе        | Елиминисан(а) | Гласови     | Пласман                                         | Становник     | Ривал у борби | Елиминисан(а) | Пласман                | Трагач за тајним имунитетом |
| -------- | ---------------------------- | ------------------------------------------ | --------------------- | ----------------------- | ------------- | ----------- | ----------------------------------------------- | ------------- | ------------- | ------------- | ---------------------- | --------------------------- |
| 01       | Од 19. до 22. октобра 2009.  | Га 'данг                                   | Га 'данг              | Клемен                  | Гордана       | 9-2         | 1. изгласана 4. дан                             | -             | -             | -             | -                      | -                           |
| 02       | Од 27. до 29. октобра 2009.  | Манобо                                     | Манобо                | Александар К. (Предраг) | Бранка        | 10-1        | 2. изгласана 7. дан                             | Гордана       | -             | -             | -                      | -                           |
| 03       | Од 3. до 5. новембра 2009.   | Га 'данг                                   | Манобо                | Александар К. (Милена)  | Ана М.        | 7-2-1       | 3. изгласана 10. дан                            | Гордана       | Бранка        | Бранка        | 1. елиминисана 9. дан  | -                           |
| 04       | Од 10. до 12. новембра 2009. | Га 'данг                                   | Манобо                | Пеце                    | Милена        | 8-1         | 4. изгласана 13. дан                            | Гордана       | Ана М.        | Гордана       | 2. елиминисана 12. дан | -                           |
| 05       | Од 24. до 26. новембра 2009. | Га 'данг                                   | Манобо                | Пеце                    | Никола        | 6-1-1       | 5. изгласан 16. дан                             | Ана М.        | Милена        | Ана М.        | 3. елиминисана 15. дан | -                           |
| 06       | Од 1. до 3. децембра 2009.   | -                                          | Га 'данг              | Срђан (Весна)           | Бранислава    | Без гласања | Елиминисана у промени 17. дан                   | Милена        | Никола        | Милена        | 4. елиминисана 18. дан | -                           |
| 06       | Од 1. до 3. децембра 2009.   | -                                          | Га 'данг              | Срђан (Весна)           | Пеце          | 7-1         | 6. изгласан 19. дан                             | Милена        | Бранислава    | Бранислава    | 5. елиминисана 18. дан | -                           |
| 07       | Од 8. до 10. децембра 2009.  | Манобо                                     | Га 'данг              | Срђан                   | Предраг       | Без гласања | Одустао 22. дан                                 | Никола        | Пеце          | Пеце          | 6. елиминисан 21. дан  | -                           |
| 08       | Од 15. до 17. децембра 2009. | Га 'данг                                   | Га 'данг              | Лука (Весна)            | Анита         | Без гласања | Одустала због повреде 24. дан                   | Никола        | Предраг       | Предраг       | 7. елиминисан 24. дан  | -                           |
| 08       | Од 15. до 17. децембра 2009. | Га 'данг                                   | Га 'данг              | Лука (Весна)            | Александар Б. | 4-1-1       | 7. изгласан 25. дан                             | Никола        | Предраг       | Предраг       | 7. елиминисан 24. дан  | -                           |
| 09       | Од 22. до 24. децембра 2009. | Га 'данг                                   | Га 'данг              | Душан (Дина)            | Ана С.        | 2-2-1/3     | 8. изгласана 28. дан                            | Никола        | Александар Б. | Александар Б. | 8. елиминисан 27. дан  | -                           |
| 10       | Од 29. до 31. децембра 2009. | Га 'данг                                   | Га 'данг              | Душан (Весна)           | Лука          | 3-1-1       | 9. изгласан 31. дан                             | Никола        | Ана С.        | Ана С.        | 9. елиминисана 30. дан | -                           |
| 11       | Од 5. до 8. јануара 2010.    | -                                          | Александар К. (Теја)  | Дина                    | Немања        | 7-4-1       | 10. изгласан 1. члан великог већа 35. дан       | Никола        | Лука          | Лука          | 10. елиминисан 32. дан | Клемен                      |
| 12       | Од 12. до 14. јануара 2010.  | Александар К., Клемен, Његош, Срђан, Весна | Срђан (Дина)          | Вишња                   | Никола        | 6-1-1-1     | 11. изгласан 2. члан великог већа 38. дан       | -             | -             | -             | -                      | Душан                       |
| 13       | Од 19. до 21. јануара 2010.  | Дина, Душан, Клемен, Његош                 | Александар К. (Његош) | Клемен                  | Дина          | 5-4-1       | 12. изгласана 3. члан великог већа 41. дан      | -             | -             | -             | -                      | Његош                       |
| 14       | Од 26. до 28. јануара 2010.  | Александар К., Срђан, Весна, Вишња         | Његош                 | Александар К.           | Вишња         | 4-3         | 13. изгласана 4. члан великог већа 44. дан      | -             | -             | -             | -                      | Александар К.               |
| 15       | Од 2. до 4. фебруара 2010.   | Душан, [Весна]                             | Теја                  | Срђан                   | Клемен        | 4-3-1       | 14. изгласан 5. члан великог већа 47. дан       | -             | -             | -             | -                      | Весна                       |
| 16       | Од 9. до 11. фебруара 2010.  | Теја, [Александар К.]                      | Његош (Александар К.) | Александар К.           | Срђан         | 5-0         | 15. изгласан 6. члан великог већа 50. дан       | -             | -             | -             | -                      | Teja                        |
| 17       | Од 16. до 18. фебруара 2010. | -                                          | -                     | Теја                    | Његош         | Без гласања | Елиминисан у борби 7. члан великог већа 53. дан | -             | -             | -             | -                      | -                           |
| 17       | Од 16. до 18. фебруара 2010. | -                                          | -                     | Vesna                   | Његош         | Без гласања | Елиминисан у борби 7. члан великог већа 53. дан | -             | -             | -             | -                      | -                           |
| 17       | Од 16. до 18. фебруара 2010. | -                                          | -                     | Александар К.           | Душан         | Без гласања | Елиминисан у борби 8. члан великог већа 53. дан | -             | -             | -             | -                      | -                           |
| Финале   | 18. фебруар 2010.            | Гласови великог већа                       | Гласови великог већа  | Гласови великог већа    | Весна         | 6-3-1       | Треће место                                     | -             | -             | -             | -                      | -                           |
| Финале   | 18. фебруар 2010.            | Гласови великог већа                       | Гласови великог већа  | Гласови великог већа    | Теја          | 6-3-1       | Друго место                                     | -             | -             | -             | -                      | -                           |
| Финале   | 18. фебруар 2010.            | Гласови великог већа                       | Гласови великог већа  | Гласови великог већа    | Александар К. | 6-3-1       | Једини преживели                                | -             | -             | -             | -                      | -                           |

У случају када су племена уједињена, такмичар који освоји награду или имунитет, приказан је као први у колони, или по абецеди када је у питању тимска борба; када један такмичар победи и позове остале да му се придруже у награди, ти такмичари су приказани у загради.

## Гласови
Редни број племенског савета (ПС) је скоро исти број као и круг од три дана где се на крају одржава племенски савет; елиминације које се дешавају ван племенског савета нису урачунате као број племенског савета, али се рачунају као круг од три дана. Број епизоде означен је на дан када се одржава племенски савет. Број епизоде такође приказује и дан када су такмичари одустали од такмичења из било ког разлога.
|                | Оригинална племена   | Оригинална племена   | Оригинална племена  | Оригинална племена | Оригинална племена | Оригинална племена     | Прва промена     | Прва промена        | Прва промена      | Прва промена              | Друга промена | Друга промена      | Друга промена    |
| -------------- | -------------------- | -------------------- | ------------------- | ------------------ | ------------------ | ---------------------- | ---------------- | ------------------- | ----------------- | ------------------------- | ------------- | ------------------ | ---------------- |
| Бр. ПС:        | 1                    | 2                    | 3                   | 4                  | 5                  | -                      | 6                | 7                   | -                 | 8                         | 9             | 9                  | 10               |
| Бр. епизоде:   | 4                    | 7                    | 10                  | 13                 | 16                 | 17                     | 19               | 22                  | 24                | 25                        | 28            | 28                 | 31               |
| Елиминисан(а): | Гордана 9/11 гласова | Бранка 10/11 гласова | Ана М. 7/10 гласова | Милена 8/9 гласова | Никола 6/8 гласова | Бранислава Без гласања | Пеце 7/8 гласова | Предраг Без гласања | Анита Без гласања | Александар Б. 4/6 гласова | Нерешено      | Ана С. 3/3 гласова | Лука 3/5 гласова |
| Гласач         | Гласови              | Гласови              | Гласови             | Гласови            | Гласови            | Гласови                | Гласови          | Гласови             | Гласови           | Гласови                   | Гласови       | Гласови            | Гласови          |
| Александар К.  |                      | Бранка               | Ана М.              | Милена             | Никола             |                        |                  |                     |                   |                           |               |                    |                  |
| Дина           | Гордана              |                      |                     |                    |                    |                        |                  |                     |                   |                           | Весна         | Ана С.             | Лука             |
| Душан          | Гордана              |                      |                     |                    |                    |                        | Пеце             |                     |                   | Александар Б.             | Весна         | Ана С.             | Душан            |
| Клемен         | Гордана              |                      |                     |                    |                    |                        |                  |                     |                   |                           |               |                    |                  |
| Немања         | Гордана              |                      |                     |                    |                    |                        |                  |                     |                   |                           |               |                    |                  |
| Никола         |                      | Бранка               | Ана М.              | Милена             | Лука               |                        |                  |                     |                   |                           |               |                    |                  |
| Његош          | Гордана              |                      |                     |                    |                    |                        |                  |                     |                   |                           |               |                    |                  |
| Срђан          | Гордана              |                      |                     |                    |                    |                        | Пеце             |                     |                   | Александар Б.             |               |                    | Лука             |
| Теја           |                      | Бранка               | Ана М.              | Милена             | Никола             |                        |                  |                     |                   |                           |               |                    |                  |
| Весна          | Бранислава           |                      |                     |                    |                    |                        | Пеце             |                     |                   | Александар Б.             | Ана С.        | -                  | Лука             |
| Вишња          |                      | Бранка               | Ана М.              | Милена             | Никола             |                        |                  |                     |                   |                           |               |                    |                  |
| Лука           |                      | Бранка               | Ана М.              | Милена             | Анита              |                        | Пеце             |                     |                   | Ана С.                    | Ана С.        | Ана С.             | Дина             |
| Ана С.         | Гордана              |                      |                     |                    |                    |                        | Пеце             |                     |                   | Александар Б.             | Лука          | -                  |                  |
| Александар Б.  | Гордана              |                      |                     |                    |                    |                        | Пеце             |                     |                   | Душан                     |               |                    |                  |
| Анита          |                      | Бранка               | Предраг             | Милена             | Никола             |                        |                  |                     |                   |                           |               |                    |                  |
| Предраг        |                      | Бранка               | Ана М.              | Милена             | Никола             |                        | Пеце             |                     |                   |                           |               |                    |                  |
| Пеце           |                      | Бранка               | Ана М.              | Милена             | Никола             |                        | Лука             |                     |                   |                           |               |                    |                  |
| Бранислава     | Гордана              |                      |                     |                    |                    |                        |                  |                     |                   |                           |               |                    |                  |
| Милена         |                      | Бранка               | Предраг             | Предраг            |                    |                        |                  |                     |                   |                           |               |                    |                  |
| Ана М.         |                      | Бранка               | Теја                |                    |                    |                        |                  |                     |                   |                           |               |                    |                  |
| Бранка         |                      | Вишња                |                     |                    |                    |                        |                  |                     |                   |                           |               |                    |                  |
| Гордана        | Бранислава           |                      |                     |                    |                    |                        |                  |                     |                   |                           |               |                    |                  |

| Бр. ПС:        | 11                  | 12                 | 13                | 14                | 15                 | 16                | Борбе             | Борбе             |         |         |         |
| Бр. епизоде:   | 35                  | 38                 | 41                | 44                | 47                 | 50                | 53                | 53                |         |         |         |
| Елиминисан(а): | Немања 7/12 гласова | Никола 6/9 гласова | Дина 5/10 гласова | Вишња 4/7 гласова | Клемен 4/8 гласова | Срђан 5/5 гласова | Његош Без гласања | Душан Без гласања |         |         |         |
| Гласач         | Гласови             | Гласови            | Гласови           | Гласови           | Гласови            | Гласови           | Гласови           | Гласови           | Гласови | Гласови | Гласови |
| Александар К.  | Немања              | Никола             | Дина              | Вишња             | Весна              | Срђан             |                   |                   |         |         |         |
| Теја           | Немања              | Никола             | Дина              |                   | Весна              | Срђан             |                   |                   |         |         |         |
| Весна          | Немања              | Никола             | Вишња             | Вишња             | Клемен             |                   |                   |                   |         |         |         |
| Душан          | Немања              | Никола             | Вишња             | Вишња             | Клемен             | Срђан             |                   |                   |         |         |         |
| Његош          | Срђан               | Клемен             | Дина              | Весна             | Весна              | Срђан             |                   |                   |         |         |         |
| Срђан          | Немања              | Његош              | Вишња             | Вишња             | Клемен             | Срђан             |                   |                   |         |         |         |
| Клемен         | Немања              | Никола             | Дина Клемен       | Весна             | Срђан              |                   |                   |                   |         |         |         |
| Вишња          | Немања              | Никола             | Дина              | Весна             |                    |                   |                   |                   |         |         |         |
| Дина           | Вишња               |                    | Вишња             |                   |                    |                   |                   |                   |         |         |         |
| Никола         | Вишња               | Вишња              |                   |                   |                    |                   |                   |                   |         |         |         |
| Немања         | Вишња               |                    |                   |                   |                    |                   |                   |                   |         |         |         |

  Овом такмичару је онемгућено да гласа на племенском савету, због „црног гласа“ који му удељује такмичар који је победио у борби за огрлицу црног гласа.
| Гласови великог већа | Гласови великог већа | Гласови великог већа | Гласови великог већа       |
| -------------------- | -------------------- | -------------------- | -------------------------- |
| Финалисти:           | Весна 1/10 гласова   | Теја 3/10 гласова    | Александар К. 6/10 гласова |
| Велико веће          | Гласови              | Гласови              | Гласови                    |
| Глас публике         |                      |                      | Александар К.              |
| Душан                |                      |                      | Александар К.              |
| Његош                |                      |                      | Александар К.              |
| Срђан                |                      |                      | Александар К.              |
| Клемен               |                      | Теја                 |                            |
| Вишња                |                      | Теја                 |                            |
| Дина                 |                      |                      | Александар К.              |
| Никола               | Весна                |                      |                            |
| Немања               |                      | Теја                 |                            |